# 결전
《결전》(중국어: 決戰紫禁之顚)/(영어: The Duel)은 홍콩에서 제작된 류웨이창 감독의 2000년 액션 영화이다. 유덕화 등이 주연으로 출연하였고 왕정이 제작에 참여하였다.

## 출연

### 주연
- 유덕화 - 엽고성
- 장가휘 - 용용구
- 양공여 - 엽자청
- 정이건 - 서문취설
- 조미 - 비봉 공주
- 천심 - 용용구의 애인

### 조연
- 서금강 - 용용구의 친구
- 이위상 - 당비
- 임효봉 - 근위대
- 황일비 - 상서대인

## 기타
- 제작지휘: 요봉평
- 프로듀서: 향화강
- 미술: 조숭방
- 무술감독: 정소동
- 의상: 리벽군

## 한국판 성우진(KBS)
- 홍시호 - 엽고성(유덕화)
- 정미숙 - 비봉 공주(조미)
- 이인성 - 용용구(장가휘)
- 김승준 - 서문취설(정이건)
- 유민석 - 상서대인(황일비)
- 안경진 - 엽자청(양공여)
- 김태웅 - 당비(이위상)
- 김순영 - 용용구의 애인(천심)
- 조진숙 - 엽자정의 동료(첨소남)
- 김관진 - 용용구의 친구(서금강)
- 손선근 - 근위대(임효봉)
- 성수경 - 당비의 동생(이위상)
- 이주원 - 황제(담요문)
- 김승태 - 근위대(황빈)
- 오길경 - 엽자정의 동료(이리)